# Gobemouche brun
Muscicapa dauurica
Espèce
Synonymes
- Muscicapa latirostris

Statut de conservation UICN

 LC  : Préoccupation mineure
Le Gobemouche brun (Muscicapa dauurica) est une espèce de passereaux appartenant à la famille des Muscicapidae.

## Description

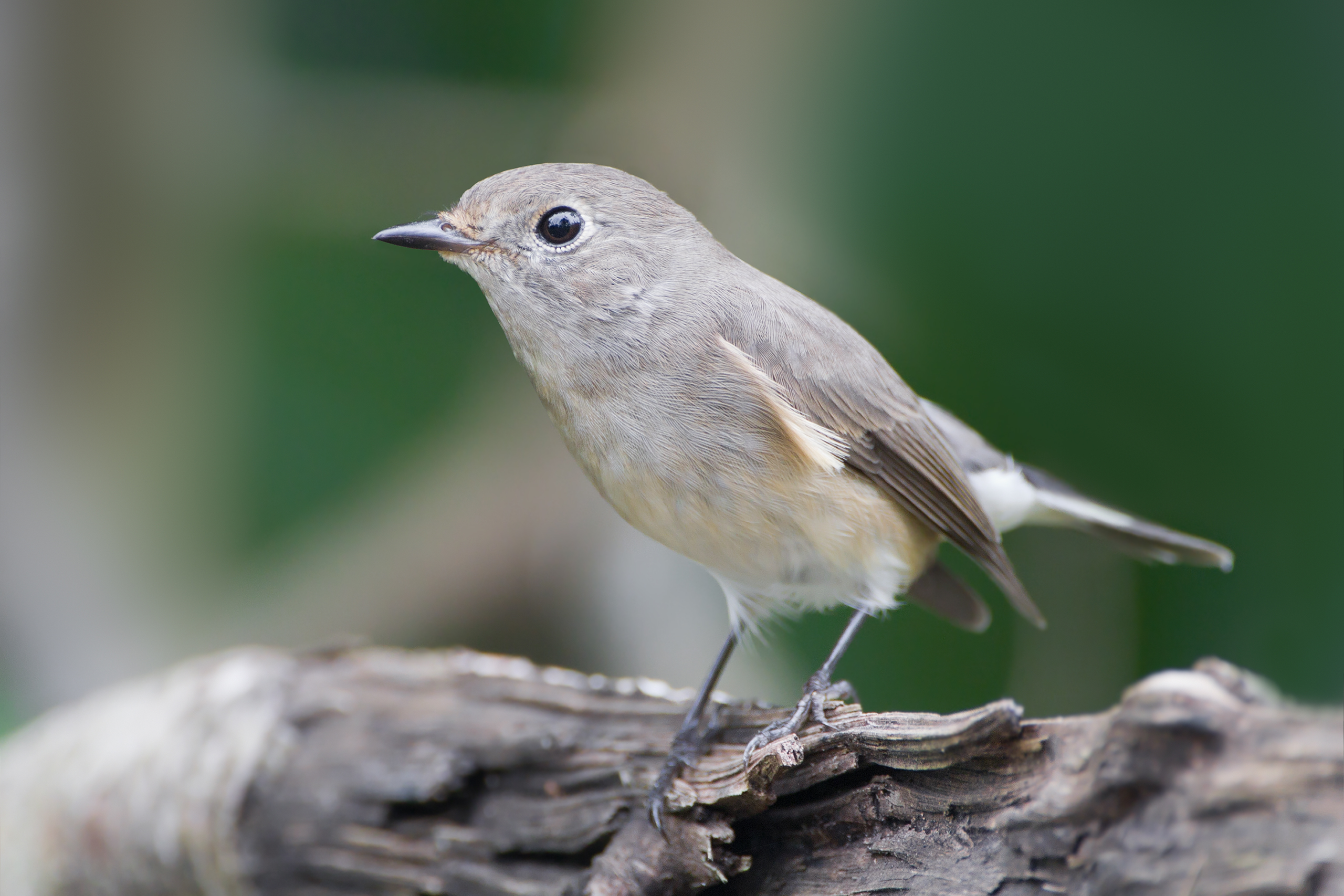
Gobemouche brun dans le parc national de Khao Yai, Thaïlande

Il mesure 13 cm de long, y compris la queue dressée. Il est de forme similaire au Gobemouche gris mais il a une queue relativement plus longue. Le bec sombre est relativement long et large.
L'adulte a les parties supérieures gris-brun, qui deviennent plus grises avec le vieillissement de plumage, et ventre blanchâtre ventre avec des flancs bruns. Les jeunes oiseaux ont les parties supérieures écailleuses brun, tête et la poitrine.

## Alimentation
C'est une espèce insectivore.

## Répartition et sous-espèces
Cet oiseau se reproduit au Japon, en Sibérie orientale et dans l'Himalaya. Il est migrateur et hiverne dans le sud de l'Asie tropicale du sud de l'Inde et du Sri Lanka jusqu'en Indonésie. On le trouve surtout dans les forêts de conifères.
- M. d. dauurica Pallas, 1811 — centre de la Sibérie, Mongolie, Manchourie et Japon – hiverne en Asie du Sud-Est ;
- M. d. poonensis Sykes, 1832 — Himalaya – aire dissoute à travers l'Inde ;
- M. d. siamensis (Gyldenstolpe, 1916) — aire dissoute à travers l'Indochine.

## Reproduction
À la fin du printemps, fin mai ou début juin, c'est la saison des amours.
Le gobe-mouche brun fabrique un nid sur une branche verticale, à environ 1 m du tronc. Ce nid mesure 10 cm de diamètre et a environ 3,5 cm de profondeur. Il est constitué d'herbe, de petites racines et de mousse. Les parois du nid, pour assurer un parfait camouflage, sont recouvertes de lichen et de petits morceaux d'écorce de l'arbre sur lequel il se trouve.
L'oiselle pond de 4 à 6 œufs. Après avoir été couvés par leur mère pendant 12 à 14 jours, les oisillons sortent de leur coquille. Les deux parents les nourrissent d'insectes et de larves pendant près d'un mois.

## Taxonomie
Il existe un débat sur le nom scientifique de l'espèce entre Muscicapa dauurica et Muscicapa latirostris, voir Mlíkovský (2012) et Dickinson et al. (2014).